# Gestaltungsgeschäft
Gestaltungsgeschäfte sind im deutschen Zivilrecht einseitige Rechtsgeschäfte, durch die ein Rechtssubjekt ohne Mitwirkung anderer ein neues Recht begründet oder ein bestehendes Rechtsverhältnis ändert oder aufhebt und somit „gestaltend“ tätig wird. Die im Gestaltungsgeschäft enthaltene Willenserklärung wird als Gestaltungserklärung bezeichnet. So beendet etwa die Kündigung nach Zugang der Kündigungserklärung den Vertrag, ohne dass die andere Partei dem zustimmen müsste. Gestaltungsgeschäfte haben daher verfügenden Charakter.
Zum Schutz der Privatautonomie (Grundsatz pacta sunt servanda) setzt jedes Gestaltungsgeschäft eine entsprechende, auf Gesetz oder Vertrag beruhenden Berechtigung voraus: das Gestaltungsrecht (Anfechtungs-, Rücktritts-, Kündigungsrecht usw.).

## Schuldrechtliche und sachenrechtliche Gestaltungsgeschäfte
Ihrem Inhalt nach lassen sich die Gestaltungsgeschäfte in schuldrechtliche und sachenrechtliche Gestaltungsgeschäfte unterteilen.

### Schuldrechtliche Gestaltungsgeschäfte
Richtet sich das Gestaltungsgeschäft auf die Gestaltung eines Schuldverhältnisses, spricht man von einem schuldrechtlichen Gestaltungsgeschäft. Gem. § 311 Abs. 1 BGB erfordert die Begründung eines Schuldverhältnisses durch Rechtsgeschäft sowie die Änderung des Inhalts eines Schuldverhältnisses grundsätzlich einen Vertrag, d. h. ein zweiseitiges Rechtsgeschäft (Schutz der Privatautonomie). Durch ein Gestaltungsgeschäft, also ein einseitiges Rechtsgeschäft, kann ein Schuldverhältnis folglich nur dann gestaltet werden, wenn eine auf Gesetz oder Vertrag beruhenden Berechtigung, ein Gestaltungsrecht, vorliegt.
Schuldrechtliche Gestaltungsgeschäfte sind beispielsweise:
- Anfechtung
- Rücktritt
- Kündigung
- Widerruf
- Wiederkauf

### Sachenrechtliche Gestaltungsgeschäfte
Richtet sich das Gestaltungsgeschäft auf die Gestaltung eines Rechtsverhältnisses zu einer Sache, spricht man von einem sachenrechtlichen Gestaltungsgeschäft.
Sachenrechtliche Gestaltungsgeschäfte sind beispielsweise:
- Okkupation
- Dereliktion

## Gestaltungserklärung
Die Gestaltungserklärung (Anfechtungs-, Rücktritts-, Kündigungserklärung usw.) ist zum Schutz der Gegenseite, die mangels Mitwirkungsmöglichkeit zumindest Klarheit über die veränderte Rechtslage haben soll, nach dem Gesetzestext „gegenüber“ dem Erklärungsgegner abzugeben (vgl. nur § 143 Abs. 1 BGB für die Anfechtung). Die Gestaltungserklärung ist also eine empfangsbedürftige Willenserklärung, die nach § 130 Abs. 1 BGB der Gegenseite zugehen muss. Aus dem gleichen Grund sind Gestaltungsgeschäfte grundsätzlich bedingungsfeindlich (vgl. etwa § 388 S. 2 BGB für die Aufrechnung). Damit der andere Teil über die Änderung der Rechtslage nicht im Ungewissen ist, werden an die Gestaltungserklärung strengere inhaltliche Anforderungen hinsichtlich Klarheit und Unzweideutigkeit gestellt: die Gestaltungserklärung ist grundsätzlich unwiderruflich und verträgt auch keinen Schwebezustand. So ist etwa Vertretung ohne Vertretungsmacht unzulässig, § 180 BGB, und selbst Zweifeln über die Vollmacht wird durch die Möglichkeit Rechnung getragen, das Rechtsgeschäft zurückweisen zu können (§ 174 BGB). Wird das Rechtsgeschäft von einem Minderjährigen ohne die erforderliche Einwilligung des gesetzlichen Vertreters vorgenommen, ist es grundsätzlich unwirksam, § 111 BGB.

## Begründungspflicht
Umstritten ist, ob zur Wirksamkeit der Gestaltungserklärung bei den sogenannten grundabhängigen Gestaltungsrechten die Angabe des Gestaltungsgrundes erforderlich ist. Nach der herrschenden Ansicht in Rechtsprechung und Literatur ist die Angabe des Gestaltungsgrundes in der Gestaltungserklärung keine Wirksamkeitsvoraussetzung, solange das Gesetz das nicht verlangt. Dezidiert anderer Ansicht sind einige Stimmen in der Literatur. Nur vereinzelt erfordert das Gesetz ausdrücklich die Angabe des Gestaltungsgrundes in der Gestaltungserklärung (vgl. § 569 Abs. 4, § 573 Abs. 3 Satz 1, § 2336 Abs. 2 BGB). Verletzungsfolge dieser gesetzlich angeordneten Begründungspflicht ist die Nichtigkeit der Erklärung.